# ヤーニ・グスターフ
ヤーニ・グスターフ(ハンガリー語: Jány Gusztáv、1883年10月21日 - 1947年11月26日)は、ハンガリーの軍人。最終階級は陸軍上級大将。第二次世界大戦ではスターリングラードの戦いで第2軍を率いた。大戦終結後、戦争犯罪に問われ銃殺刑に処された。1993年に名誉が回復されている。

## 叙勲
- 鉄十字章
  - 二級鉄十字勲章1939年章
  - 一級鉄十字勲章1939年章
- 騎士鉄十字章
  - 騎士鉄十字章 (1943年3月31日)